# Perrey Reeves
Perrey Reeves est une actrice américaine, née le 30 novembre 1970 à New York, aux États-Unis.

## Biographie
Perrey Reeves est la fille du docteur Alexander Reeves, professeur de médecine au Darmouth College. Son grand-père paternel est Hazard E. Reeves, ingénieur, qui a introduit le son stéréophonique au cinéma. Elle grandit dans le New Hampshire, puis part étudier la littérature et le théâtre en Europe, avant de revenir s'installer aux États-Unis. Perrey Reeves a été en couple avec l'acteur David Duchovny, de 1993 à 1995. Elle a épousé l'entraîneur de tennis Aaron Fox en juin 2015. Ils sont parents d'une petite fille née en octobre 2017.

## Carrière
Perrey Reeves fait ses débuts à la télévision à la fin des années 1980 en jouant dans plusieurs téléfilms, dont The Preppie Murder avec William Baldwin et Sandra Bullock ainsi que dans la série télévisée 21 Jump Street. 
Elle se fait d'abord remarquer en tenant l'un des rôles principaux du film d'horreur Chucky 3 (1991). En 1994, elle joue le rôle de Kristen Kilar dans l'épisode Les vampires, dans la saison 2 de la série X-Files, parallèlement à d'autres apparitions dans des séries telles que Homefront et Sliders : Les Mondes parallèles. Au cinéma, elle joue surtout dans des productions indépendantes comme Kicking and Screaming (1995) et Phoenix Arizona (1998).    
Dans les années 2000, elle fait des apparitions télévisées (Les Experts : Miami, Medium, Grey's Anatomy, Castle, NCIS : Enquêtes spéciales)   ainsi que dans plusieurs films au cinéma : Retour à la fac (2003), Mr. et Mrs. Smith (Mr. & Mrs. Smith, 2005) ou encore American Dreamz (2006). 
Perrey Reeves connaît un regain de notoriété à partir de 2004, où elle intègre le casting de la série télévisée à succès Entourage, interprétant le rôle de Melissa Gold. Elle reprend d'ailleurs ce rôle dans l'adaptation cinéma de la série en 2015.
Elle apparaît par ailleurs dans la saison 9 de NCIS : Enquêtes spéciales, en interprétant Wendy Miller, l'ex-fiancée d'Anthony DiNozzo. 
En 2014, elle tient un rôle récurrent dans la série Covert Affairs.
En 2017, elle fait partie de la distribution principale de la série Famous in Love.

## Filmographie

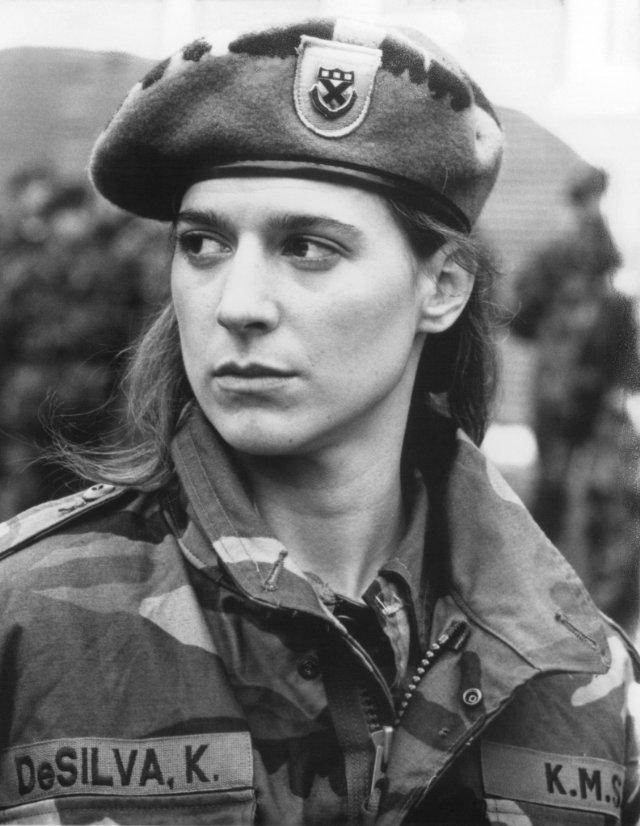
Perrey Reeves dans le rôle de Kristen De Silva dans Chucky 3.

### Cinéma

#### Long métrage
- 1991 : Chucky 3 (Child's Play 3 : Look Who's Stalking) de Jack Bender : Kristen De Silva
- 1995 : Kicking and Screaming de Noah Baumbach : Amy
- 1998 : Phoenix Arizona (Smoke Signals) de Chris Eyre : Holly
- 1999 : The Suburbans de Donal Lardner Ward : Amanda
- 2003 : Retour à la fac (Old School) de Todd Phillips : Marissa Jones
- 2005 : Mr. et Mrs. Smith (Mr. & Mrs. Smith) de Doug Liman : Jessie - Associate #4
- 2005 : Undiscovered de Meiert Avis (en) : Michelle
- 2006 : American Dreamz de Paul Weitz : Marni
- 2008 : La Patriote (An American Affair) de William Olsson : Adrienne Stafford
- 2009 : Vicious Circle de Paul Boyd : Sergent Berger
- 2013 : Innocence d'Hilary Brougher : Ava Dunham
- 2014 : Fugly! d'Alfredo De Villa : Penny
- 2015 : Entourage de Doug Ellin : Melissa Gold
- 2016 : Noble Savages de Jonathan Wolf : Holly Savage
- 2018 : The Jurrasic Games de Ryan Bellgardt : Savannah
- 2018 : Hollow Body de Alex Keledjian : Barb
- 2019 : Plus One de Jeff Chan et Andrew Rhymer  : Gina
- 2019 : The World Without You de Damon Shalit : Clarissa
- 2021 : Cosmic Sin de Edward Drake : Dr. Lea Goss
- 2024 : Murder at Hollow Creek de David Lipper : Jennifer Bennett
- 2025: The Italians de Michelle Danner : Min

#### Court métrage
- 2013 : Blake : Mae
- 2014 : Dissonance : Marty

### Télévision

#### Téléfilm
- 1989 : The Preppie Murder (en) de John Herzfeld : Lauren
- 1989 : Mothers, Daughters and Lovers de Matthew Robbins : Laura
- 1990 : Made in Hollywood de Norman Yonemoto
- 1991 : Plymouth de Lee David Zlotoff : Hannah Matthewson
- 1993 : Le Retour de l'Homme de fer (The Return of Ironside) de Gary Nelson : Suzanne Dwyer
- 1995 : Le Mystère de la montagne ensorcelée (Escape to Witch Mountain) de Peter Rader : Zoe Moon
- 1995 : Mensonge et Trahison (An Element of Truth) de Larry Peerce : Maizie
- 2013 : Secret Lives of Husbands and Wives de Mark Pellington : Danielle Deaver
- 2015 : Le scandale des baby-sitters  (Babysitter's Black Book) de Lee Friedlander : Linda
- 2020 : Prête à tout pour réussir (The Lead) de Philippe Gagnon : Diane Baldwin

#### Séries télévisées
- 1990 : Open House (saison 1, épisode 19 : Dumbstruck) : Vicki
- 1990 : 21 Jump Street (saison 5, épisode 04 : Danger poison) : Tracy Hill
- 1990 : Flash (The Flash) (saison 1, épisode 07 : Un jeu d'enfant) : Pepper
- 1992 : Docteur Doogie (Doogie Howser, M.D.) : Cecilia Carelli
  - (saison 3, épisode 11 : Truth and Consequences)
  - (saison 3, épisode 17 : If This Is Adulthood, I'd Rather Be in Philadelphia)
- 1992 : Homefront : Perrette Davis
  - (saison 2, épisode 02 : The Lemo Tomato Juice Hour)
  - (saison 2, épisode 03 : Can't Say No)
  - (saison 2, épisode 04 : Appleknocker to Wed Tomatohawker) : Perrette Davis
- 1994 : Arabesque (Murder, she wrote) (saison 11, épisode 06 : Canal Meurtre) : Susan Constable
- 1994 : Red Shoe Diaries (The Last Motel) (saison 3, épisode 13 : The Last Motel) : Joey
- 1994 : X-Files (saison 2, épisode 07 : Les Vampires) : Kristen Kilar
- 1995 : Too Something (saison 1, épisode 14 : The Car)
- 1996 : Sliders : Les Mondes parallèles (Sliders) (saison 3, épisode 10 : Un monde de justice médiatique) : Taryn Miller
- 2001 : Sexe et Dépendances (Off Centre) (saison 1, épisode 06 : Deux filles, un gars) : Brooke
- 2003 : Les Experts (saison 3, épisode 11 : Recette pour un meurtre) : Linda's Neighbor
- 2003 : The Lyon's Den (en) (9 épisodes) : Daphne
- 2003 : Les Experts : Miami (CSI: Miami) (saison 2, épisode 06 : Pluie d'ennuis) : Julia
- 2004 - 2011 : Entourage (74 épisodes) : Melissa Gold
- 2005 : Médium (Medium) (saison 2, épisode 08 : Retour de flamme) : Karen Herzfeld
- 2009 : Grey's Anatomy (saison 5, épisode 11 : Vœux pieux) : Margaret
- 2009 : Leçons sur le mariage (Rules of Engagement) (saison 3, épisode 10 : Family Style) : Ellen
- 2009 : Ghost Whisperer (saison 5, épisode 08 : La Clé) : Rita Jansen
- 2009 : Castle (saison 2, épisode 10 : Doubles Vies) : Helen Parker
- 2010 : Private Practice (saison 3, épisode 20 : Deuxième choix) : Kelly
- 2011 : Hawaii 5-0 (Hawaii Five-0) (saison 1, épisode 19 : Ne Me'e Laua Na Paio) : Anne Davis
- 2011 : NCIS : Enquêtes spéciales (NCIS) (saison 9, épisode 15 : Les super-héros de la vie réelle) : Wendy Miller, l'ex-fiancée d'Anthony DiNozzo
- 2012 : Breaking In (saison 2, épisode 10 : Heathers) : Heather O'Brien
- 2012 : FBI : Duo très spécial (White Collar) (saison 4, épisode 07 : Peu importe le flacon…) : Landon Shepard
- 2013 : Royal Pains (saison 5, épisode 06 : Un ver peut en cacher un autre (Can of Worms)) : Minnie
- 2013 : Perception : Miranda Stiles
  - (saison 2, épisode 09 : L'Affaire Kate Moretti, première partie)
  - (saison 2, épisode 10 : L'Affaire Kate Moretti, deuxième partie))
- 2014 : Covert Affairs (6 épisodes) : Caitlyn Cook
- 2017- 2018 : Famous in Love (20 épisodes) : Nina Devon
- 2018 : American Housewife (saison 3, épisode 08 : Trophy Wife)) : Holly
- 2019 : The Affair (1 épisode) : Andrea
- 2021 :  Paradise City (8 épisodes) : Natalie